# Dahlak Kebir
Dahlak Kebyr – największa wyspa archipelagu Dahlak i całej Erytrei o powierzchni 750 km². Wymiary wyspy to ok. 62 na 27 km, ma nieregularny kształt z dwoma głęboko wcinającymi się w głąb lądu zatokami. Najwyższy punkt wyspy wznosi się według map na 49 do 54 m n.p.m.. Dahlak Kebyr znajduje się ok. 15 km od lądowej części Erytrei. Na wyspie jest kilka osad, spośród których największe są Debe'aluwa i Jimhil oraz stolica o nazwie takiej samej jak wyspa. Mieszkańcy żyją głównie z rybołówstwa i turystyki. W całości jest objęta zasięgiem Morskiego Parku Narodowego Dahlak, jednak można dotrzeć na nią promem z lądu lub innych wysp archipelagu. Wśród atrakcji naturalnych wyróżniają się namorzyny i dzika przyroda.
W wiosce Dahlak Kebyr można znaleźć liczne skamieniałości, cysterny, a nawet nekropolię (co najmniej z 912 r. n.e.), a w Adel ruiny z czasów przedislamskich, gdy istniały tu niezależne kultury. Z biegiem czasu wyspa najpierw trafiła pod władzę Jemenu, potem Turków osmańskich. W 1891/2 roku kontrolę nad całym archipelagiem przejęli Włosi, w trakcie II wojny światowej trafiła w ręce brytyjskie, a po niej stała się częścią niepodległej Etiopii. W 1990 roku została zajęta przez rodzący się EPLF (Erytrejski Ludowy Front Wyzwolenia), który rok później proklamował niepodległość całej Erytrei.